# جوزيف كينر
جوزيف كينر هو رسام وقانوني وكاتب وشاعر وسياسي نمساوي، ولد في 24 يونيو 1794 في فيينا في النمسا، وتوفي في 20 يناير 1868 في باد إيستشل في النمسا.

## وصلات خارجية
- جوزيف كينر على موقع ميوزك برينز (الإنجليزية)